# Bèlgica al Festival de la Cançó d'Eurovisió 2012
| Edició                   | 2012                          |
| Televisio(ns) implicades | VRT                           |
| Nom de la preselecció    | Per determinar                |
| Dates                    | Per determinar                |
| Format                   | Elecció interna de l'artista. |
| Presentadors             | Per determinar                |
| Nombre de participants   | 1                             |

La televisió pública de la comunitat neerlandòfona, VRT, va anunciar que escolliria internament el seu representant a l'edició de 2012. La VRT va anunciar el 18 de novembre de 2011 l'artista que ha escollit internament. Posteriorment, el 19 de desembre de 2011 va obrir una convocatòria perquè els compositors presentin propostes per a la cançó que interpretarà al Festival. El termini de la convocatòria finalitza el 16 de gener de 2012.
Iris representarà Bèlgica al Festival de 2012.